# 多伯蘭大教堂
多伯蘭大教堂（德語：Doberaner Münster）是位於德國梅克倫堡地區巴特多伯蘭的一座教堂，鄰近波羅的海和漢薩都市羅斯托克。多伯蘭大教堂是一座由磚塊建造的哥特式建築，修建於1368年。在宗派上，多伯蘭大教堂是一座信義宗的教堂。多伯蘭大教堂是梅克倫堡-前波莫瑞州最重要的中世紀建築。